# Décès en 1194
Décès
- 1190
- 1191
- 1192
- 1193
- 1194
- 1195
- 1196
- 1197
- 1198

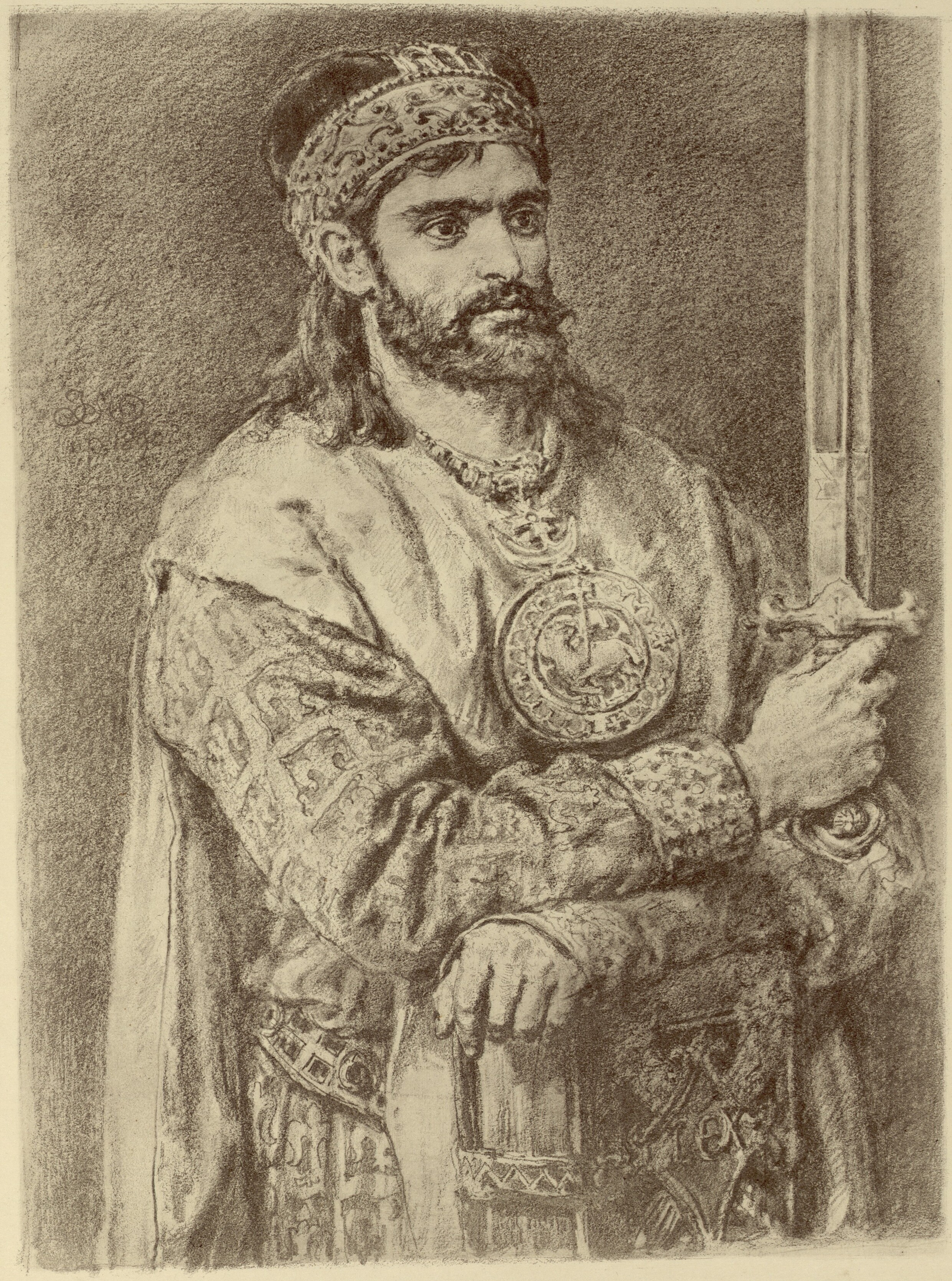
Casimir II le Juste, mort en 1194.

Cette page dresse une liste de personnalités mortes au cours de l'année 1194 :
- 20 février : Tancrède de Lecce, roi normand de Sicile.
- 19 mars : Roger II Trencavel, vicomte de Béziers, de Carcassonne et d’Albi.
- 25 mars : Toghrul III, dernier sultan Saljûqide d’Iran.
- 3 avril : Sigurd Magnusson, prétendant norvégien qui s’élève contre le roi  Sverre de Norvège.
- 5 mai : Casimir II le Juste, duc de Pologne[1].
- 27 juin : Sanche VI de Navarre[2], roi de Navarre.
- 28 juin : Song Xiaozong, onzième empereur de la dynastie Song.
- 25 juillet : Sviatoslav III de Kiev,  prince du Rus' de Kiev de la dynastie des Riourikides.
- 4 octobre : Giovanni Felici, cardinal italien.
- 11 octobre : Egidio di Anagnia, cardinal italien.
- 15 novembre : Marguerite d'Alsace, comtesse de Flandre.
- décembre : Raymond V de Toulouse, comte de Toulouse, de Saint-Gilles, duc de Narbonne, marquis de Gothie et de Provence
- 31 décembre : Léopold V de Babenberg, duc d’Autriche et de Styrie.

- Adhémar de Beynac, seigneur français.
- Basile Vatatzès, aristocrate et général byzantin, fondateur de la future maison impériale des Vatatzès.
- Domnall Mor O'Brien, dernier roi de Munster.
- Grégoire V Karavège, catholicos de l'Église apostolique arménienne.
- Guillaume VI Taillefer, comte d'Angoulême.
- Guillaume VII d'Angoulême, comte d'Angoulême.
- Guy de Lusignan, comte de Jaffa et d’Ascalon, roi de Jérusalem et roi à Chypre.
- Odon de Poznań, ou Odon (Odo) de Grande-Pologne, duc de Grande-Pologne.
- Robert IV comte d'Auvergne.
- Romano, cardinal italien

date incertaine (vers 1194)
- Godefroy de Saint-Victor, chanoine de Saint-Victor, philosophe, théologien et poète.

## Crédit d'auteurs
- Cet article est partiellement ou en totalité issu de l'article intitulé « 1194 » (voir la liste des auteurs).